# Klip fra Vestsjælland
|  | Denne artikel er oprettet af botten Steenthbot ud fra en ekstern database. Den kan derfor have sproglige fejl eller mangler. Denne skabelon kan fjernes efter kontrol af indholdet. |

Klip fra Vestsjælland er en dansk dokumentarisk optagelse.

## Handling
Farveoptagelser fra Stenlille, Dianalund (hvor vi ser Cirkus Royal og Kolonien Filadelphia), Vordingborg og Kalundborg: byer, kirker, landskaber, naturen. Soldater bærer ammunition m.m. væk fra nedlagt forsvarsbatteri. En ung kvinde vandrer rundt med rygsæk og fungerer som en slags rejseguide i det smukke landskab. Kartoffelhøst og landliv. Færgen Freia, som sejler mellem Korsør og Nyborg. 
Filmen er uden årstal, men formentlig fra umiddelbart efter 2. Verdenskrig.